# Indywidualne Mistrzostwa Wielkiej Brytanii na Żużlu 2008
Indywidualne mistrzostwa Wielkiej Brytanii na żużlu – cykl turniejów żużlowych mających wyłonić najlepszych żużlowców brytyjskich w sezonie 2008. Tytuł wywalczył Scott Nicholls z Eastbourne Eagles. 

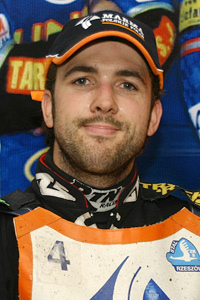
Scott Nicholls - mistrz Wielkiej Brytanii 2008

## Finał
- 29 maja 2008 r. (czwartek),  Swindon

| Msc. | Zawodnik            | Klub                  | Pkt    |             |  |
| ---- | ------------------- | --------------------- | ------ | ----------- |  |
| 1    | (2) Scott Nicholls  | Eastbourne Eagles     | 12+3   | (3,3,d,3,3) |  |
| 2    | (8) Edward Kennett  | Eastbourne Eagles     | 9+3+2  | (3,2,2,1,1) |  |
| 3    | (3) Tai Woffinden   | Rye House Rockets     | 11+2+1 | (1,3,3,1,3) |  |
| 4    | (4) Chris Harris    | Coventry Bees         | 14+0   | (2,3,3,3,3) |  |
| 5    | (10) Simon Stead    | Coventry Bees         | 10+1   | (3,1,2,2,2) |  |
| 6    | (1) James Wright    | Swindon Robins        | 11+0   | (0,2,3,3,3) |  |
| 7    | (9) Leigh Lanham    | The Lakeside Hammers  | 8      | (2,3,0,2,1) |  |
| 8    | (16) Lewis Bridger  | Eastbourne Eagles     | 8      | (2,1,u,3,2) |  |
| 9    | (6) Adam Roynon     | Birmingham Brummies   | 6      | (2,0,2,1,1) |  |
| 10   | (14) Daniel King    | Peterborough Panthers | 6      | (1,2,1,1,1) |  |
| 11   | (15) David Howe     | Wolverhampton Wolves  | 5      | (3,d,2,0,0) |  |
| 12   | (13) William Lawson | Edinburgh Monarchs    | 5      | (0,1,0,2,2) |  |
| 13   | (12) Chris Neath    | Rye House Rockets     | 4      | (1,0,1,2,0) |  |
| 14   | (7) Richard Hall    | Scunthorpe Scotpions  | 4      | (1,2,1,0,0) |  |
| 15   | (5) Ricky Ashworth  | Sheffield Tigers      | 3      | (0,0,3,0,0) |  |
| 16   | (11) Ben Barker     | Stoke Potters         | 3      | (u,d,1,0,2) |  |

Bieg po biegu:
1. Nicholls, Harris, Woffinden, Wright
2. Kennett, Roynon, Hall, Ashworth
3. Stead, Lanham, Neath, Barker (u)
4. Howe, Bridger, King, Lawson
5. Lanham, Wright, Lawson, Ashworth
6. Nicholls, King, Stead, Roynon
7. Woffinden, Hall, Howe (d), Barker (d)
8. Harris, Kennett, Bridger, Neath
9. Wright, Roynon, Barker, Bridger (u)
10. Ashworth, Howe, Neath, Nicholls (d)
11. Woffinden, Kennett, King, Lanham
12. Harris, Stead, Hall, Lawson
13. Wright, Neath, King, Hall
14. Nicholls, Lawson, Kennett, Barker
15. Bridger, Stead, Woffinden, Ashworth
16. Harris, Lanham, Roynon, Howe
17. Wright, Stead, Kennett, Howe
18. Nicholls, Bridger, Lanham, Hall
19. Woffinden, Lawson, Roynon, Neath
20. Harris, Barker, King, Ashworth
21. Bieg ostatniej szansy: Kennett, Woffinden, Stead, Wright
22. Wielki finał: Nicholls, Kennett, Woffinden, Harris